# Автомагистраль D46 (Чехия)
Автомагистраль D46 (чеш. Dálnice D46) (до 31.12.2015 Скоростная дорога R46 (чеш. Rychlostní silnice R46)) — чешская автомагистраль, соединяющая Вишков с Оломоуцем. Часть европейского маршрута E 462.

## История
Строительство автомагистрали (в то время, скоростной дороги) началось в 1972 году на участке от Оломоуца до границы районов Оломоуц и Простеёв. Строительство этого участка было завершено в 1974. В течение 1970-х годов было построено еще несколько участков, соединив Оломоуц с Простеёвом и Простеёв с местечком Бродек-у-Простеёва. При этом участок дороги через Простеёв с эстакадой Гана был завершен в 1989 году. К тому же году было построено 34 из 36 километров дороги и началось строительство последнего участка около Вышкова, который присоединил скоростную дорогу к автомагистрали D1. Это соединение было изначально реализовано в форме перехода одной дороги в другую. Это строительство завершилось в 1992 году.
После завершения строительства, отдельные участки дороги перестраивались. В 1999 году был построен перекресток с D35 около Оломоуца. А в начале 2000-х, соединение с D1 было заменено на перекресок при продолжении строительства этой автомагистрали на восток. Далее были произведены модификации, связанные с повышением требований к скоростным дорогам. Они заключались прежде всего в строительстве полос разгона и торможения на съездах.
С 1 января 2016 года скоростная дорога R46 стала автомагистралью D46.

### Участки
| Маршрут                                      | Длина    | Начало строительства | Ввод в эксплуатацию |
| -------------------------------------------- | -------- | -------------------- | ------------------- |
| D1 – Вышков                                  | 1,425 км | 1989                 | 1992                |
| Вышков – Пустимерж                           | 2,807 км | 1980-е               | 1989                |
| Пустимерж – Дрысице                          | 2,290 км | 1980-е               | 1985                |
| Дрысице (объездная дорога)                   | 1,264 км | 1980-е               | 1983                |
| Дрысице – Желеч                              | 1,197 км | 1970-е               | 1981                |
| Желеч                                        | 0,661 км | 1980-е               | 1992                |
| Желеч – Бродек-у-Простеёва                   | 2,865 км | 1970-е               | 1979                |
| Бродек-у-Простеёва – Доброхов                | 2,575 км | 1970-е               | 1978                |
| Доброхов – Врановице-Кельчице                | 1,160 км | 1970-е               | 1977                |
| Врановице-Кельчице – Жешов                   | 2,489 км | 1970-е               | 1976                |
| Жешов – объездная дорога                     | 2,067 км | 1970-е               | 1976                |
| Простеёв – проезд через город, южная часть   | 2,791 км | 1980-е               | 1989                |
| Простеёв – проезд через город, эстакада Гана | 2,360 км | 1984                 | 1989                |
| Држовице – объездная дорога                  | 3,175 км | 1980-е               | 1983                |
| Држовице – Ольшаны-у-Простеёва               | 1,533 км | 1970-е               | 1977                |
| Ольшаны – граница районов Простеёв и Оломоуц | 3,351 км | 1970-е               | 1975                |
| граница районов Простеёв и Оломоуц – Оломоуц | 2,486 км | 1972                 | 1974                |

| Легенда            |
| ------------------ |
| В эксплуатации     |
| Проект             |
| Строящийся участок |